# Reserve (Bundeswehr)
Die Reserve der Bundeswehr umfasst die personellen, organisatorischen, materiellen und infrastrukturellen Maßnahmen, die einen Aufwuchs ermöglichen. Reservisten sind in Deutschland alle früheren Soldaten der Bundeswehr, die ihren Dienstgrad nicht verloren haben (diese sind auch „Veteranen“), sowie Personen, die aufgrund einer mit dem Bund eingegangenen Verpflichtung zu einer Wehrdienstleistung nach dem vierten Abschnitt des Soldatengesetzes (SG) herangezogen werden können (§ 1 ResG). Reservistendienst Leistende (RDL) sind Reservisten, die in der Bundeswehr als Soldaten Wehrdienst nach dem vierten und fünften Abschnitt (Dienstliche Veranstaltungen) des Soldatengesetzes Wehrdienst leisten.

## Aufgaben
Die Reserve der Bundeswehr ist für die Landes- und Bündnisverteidigung (LV/BV), für den Heimatschutz (HSch) sowie für die Einsätze im Rahmen des internationalen Krisenmanagements ein unverzichtbarer Bestandteil der Bundeswehr. Sie gewährleistet den Aufwuchs, verstärkt die Einsatzbereitschaft und erhöht die Durchhaltefähigkeit im gesamten Aufgabenspektrum der Bundeswehr, insbesondere für den Auftrag Landes- und Bündnisverteidigung. Zudem fördert die Reserve die Verbindung in die Gesellschaft.
Heimatschutz umfasst die Aufgaben, die im Rahmen der gesamtstaatlichen Sicherheitsvorsorge zum Schutz Deutschlands und seiner sich auf deutschem Hoheitsgebiet befindenden Bürger außerhalb des Spannungs- und Verteidigungsfalls durch die Bundeswehr wahrzunehmen sind.

## Kategorien

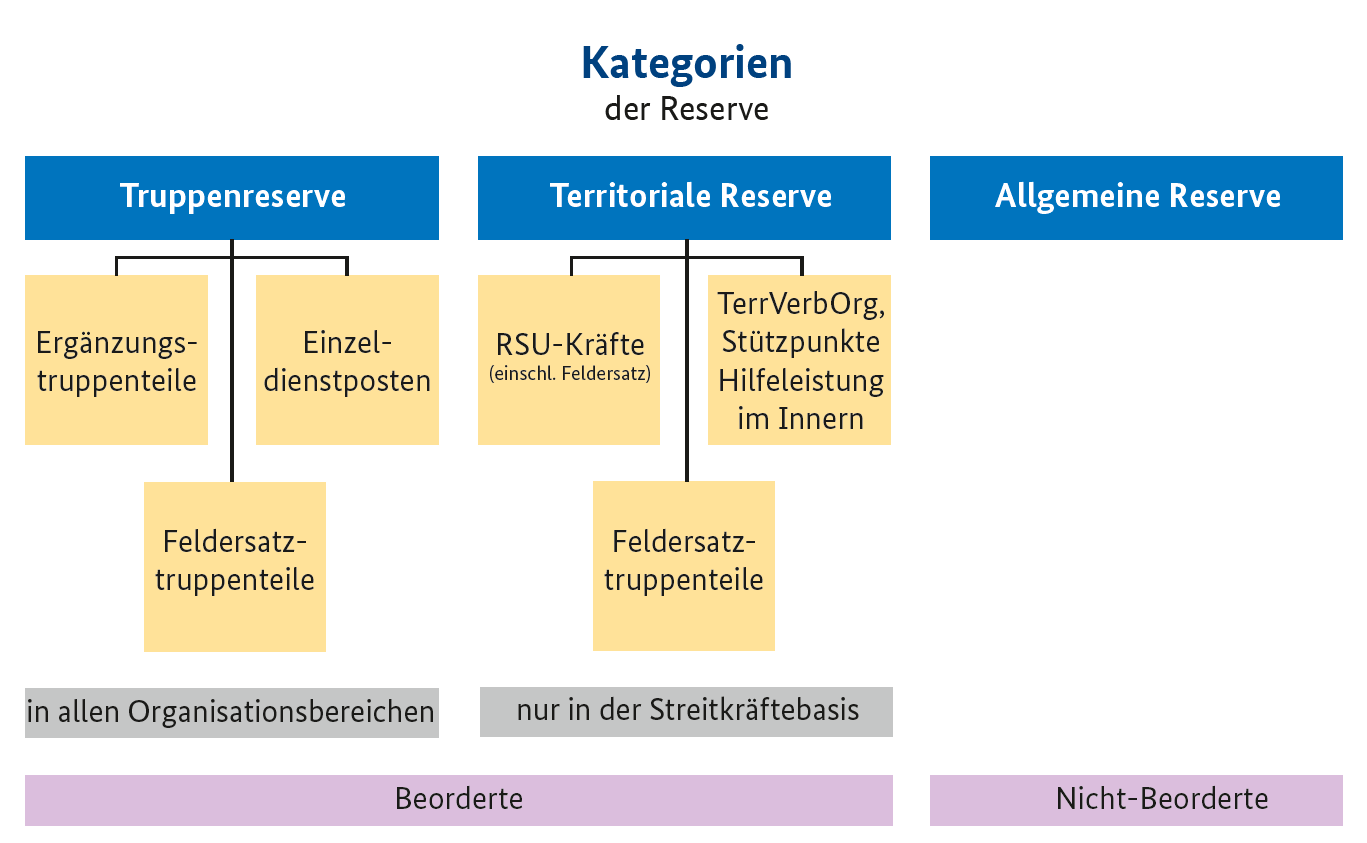
Kategorien der Reserve

Reservisten werden gemäß ihrer Ausbildung und Verfügbarkeit grundsätzlich im gesamten Aufgabenspektrum der Bundeswehr eingesetzt. Die Reserve besteht aus den Kategorien Truppenreserve, Territoriale Reserve und Allgemeine Reserve.

In der Truppen- und Territorialreserve sind ca. 34.000 Reservisten beordert, der Allgemeinen Reserve sind ca. 930.000 Reservisten zugeordnet.

### Truppenreserve
Die Truppenreserve dient der personellen Unterstützung in allen Organisationsbereichen der Bundeswehr. Sie umfasst Ergänzungstruppenteile (ErgTrT) und Feldersatztruppenteile (FErsTrT) sowie Einzeldienstposten in der Verstärkungsreserve (VstkgRes) und der Personalreserve (PersRes).
Ergänzungstruppenteile dienen der Verstärkung der aktiven Verbände und Großverbände im gesamten Aufgabenspektrum und sind grundsätzlich wie vergleichbare aktive Truppenteile gegliedert und ausgerüstet. Sie bilden damit eine Grundlage für den kurzfristigen Aufwuchs von Fähigkeiten. Sie sind in den Organisationsgrundlagen ausgeplante Elemente der jeweiligen Strukturebene, deren Dienstposten in der Regel mit Reservisten besetzt werden. Ergänzungstruppenteile werden bei Bedarf aktiviert und bilden damit die Grundlage für die Aufwuchsfähigkeit.
Feldersatztruppenteile halten Reservisten zur schnellen Personalergänzung organisiert bereit. Sie sind nichtaktive Organisationselemente, die aktiven oder nichtaktiven Verbänden angegliedert sind und Reservisten zur schnellen Personalergänzung organisiert bereithalten. Sie verfügen im Kern nur über Handwaffen und Transportmittel.

### Territorialreserve
Die Territorialreserve (TerrRes) ist Teil der Streitkräftebasis (SKB) und wird zu territorialen Verbindungs-, Sicherungs- und Unterstützungsaufgaben eingesetzt. Sie bestehen aus Heimatschutzkräften (HSchKr), vormals Regionale Sicherungs- und Unterstützungskräfte (RSUKr) genannt, die nach regionalen Gesichtspunkten aufgestellt werden und regionale Gegebenheiten berücksichtigen. Sie werden truppendienstlich durch das jeweilige Landeskommando (LKdo) geführt und sind zur Entlastung der aktiven Truppe bei Schutz- und Sicherungsaufgaben im Heimatschutz vorgesehen sowie für Aufgaben in der Katastrophenhilfe und im Host Nation Support (HNS). Daneben besteht die Territorialreserve aus der Verbindungsorganisation (Bezirksverbindungskommandos (BVK), Kreisverbindungskommandos (KVK), Verbindungskommandos zu den Innenministerien der Länder) und den Stützpunkten (Stp) Hilfeleistungen im Innern. Das territoriale Netzwerk mit seinen Verbindungskommandos bildet einen flächendeckenden und an der kommunalen Struktur Deutschlands ausgerichteten Verbund von Ansprech- und Koordinierungsstellen, welche die kommunalen Behörden, die Innenministerien der Länder sowie Behörden von Nachbarländern beraten, unterstützen und informieren. In den Verbindungskommandos werden dazu ausschließlich Reservisten eingesetzt.
Stützpunkte Hilfeleistungen im Innern sind bundesweit ausgewählte Liegenschaften, an denen die dort stationierten Truppenteile und Dienststellen über besondere Fähigkeiten verfügen, die sich neben der Durchführung des originären militärischen Auftrags auch zur Durchführung subsidiärer Aufgaben im Rahmen der Hilfeleistung im Inland eignen. Teil- oder nichtaktive Anteile können zur Verstärkung/Erhöhung der Durchhaltefähigkeit der Stützpunkte Hilfeleistungen im Innern ausgebracht werden.

### Allgemeine Reserve
Die Allgemeine Reserve (AllgRes) umfasst die Gesamtheit aller nicht beorderten Reservisten. Der wehrrechtlich verfügbare Anteil der Reservisten der Allgemeinen Reserve stellt das langfristige Aufwuchspotenzial der Bundeswehr. Sie verfügt über kein Material.

## Beorderungsarten

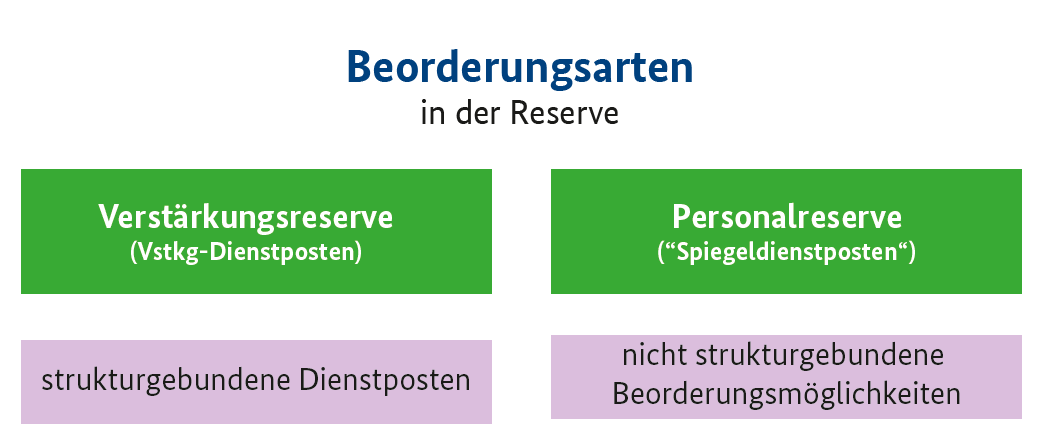
Beorderungsarten der Reserve

Eine Beorderung ist die Einplanung eines Reservisten auf einem Dienstposten in der Verstärkungsreserve oder einer Beorderungsmöglichkeit in der Personalreserve.
Die Verstärkungsreserve (VstkgRes) umfasst die Gesamtheit aller Beorderten auf strukturgebundenen Dienstposten für Reservisten. Sie wird zur Herstellung der vollen Einsatzbereitschaft der Organisationsbereiche benötigt (Aufwuchs).
Die Personalreserve (PersRes) ist die Gesamtheit aller Beorderten auf nicht strukturgebundenen Dienstposten für Reservisten in den Organisationsbereichen (Spiegeldienstposten). Sie ist eine planerische Vorsorge zur Kompensation fehlenden Personals oder zur Deckung eines temporär erhöhten Bedarfs zum Erhalt oder zur Steigerung der Durchhaltefähigkeit.

## Verantwortung für Reservistenangelegenheiten

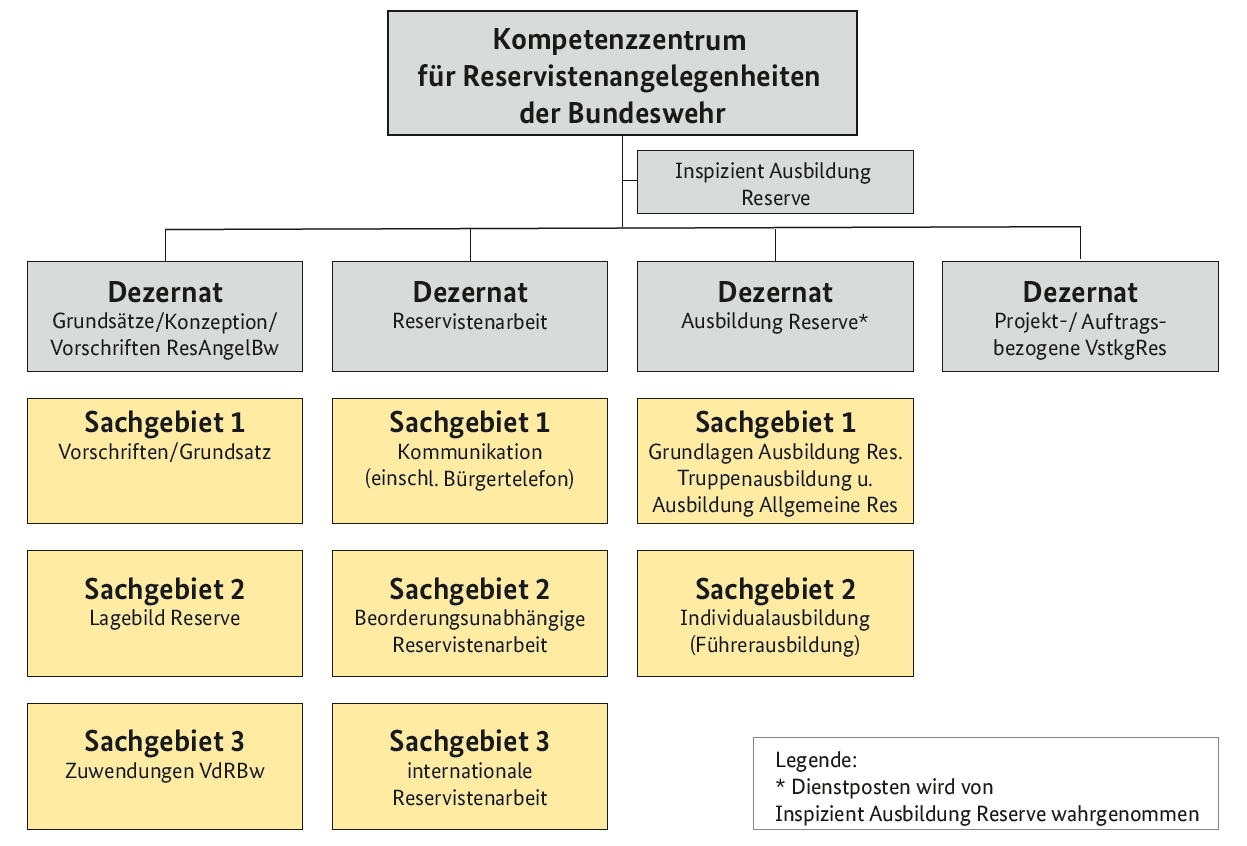
Organisation KompZResAngelBw

Reservistenangelegenheiten (ResAngel) sind alle Aufgaben der Führung, des Einsatzes, der Information, der Betreuung, der Beteiligung, der Ausbildung, der Weiterentwicklung, der Dienstleistung und der Verwendungsplanung, soweit sie sich auf Reservisten beziehen. Reservistenarbeit (ResArb) ist die Wahrnehmung von Tätigkeiten im Umgang mit Reservisten.
Zur Unterstützung bei der Wahrnehmung ihres Auftrages setzen alle Dienststellenleiter bis hinab zur Bataillonsebene einen Beauftragten für Reservistenangelegenheiten (BResAngel) ein. Der Stellvertreter des Generalinspekteurs der Bundeswehr (StvGenInsp) ist der Beauftragte für Reservistenangelegenheiten der Bundeswehr (BResAngelBw). Er legt in einer regelmäßig herauszugebenden „Weisung für die Reservistenarbeit“ die Vorgaben und die Schwerpunkte für die Reservistenarbeit der Bundeswehr sowie die Arbeit des Verbandes der Reservisten der Deutschen Bundeswehr e. V. (VdRBw) und den Beirat für Reservistenarbeit bei diesem fest.
Im Streitkräfteamt (SKA) ist ein Kompetenzzentrum für Reservistenangelegenheiten der Bundeswehr (KompZResAngelBw) eingerichtet. Es gestaltet als fachlich zuständige Stelle die Reservistenangelegenheiten
der Bundeswehr zentral aus einer Hand und stellt einen einheitlichen streitkräftegemeinsamen Ansatz bei der Ausbildung der Reserve innerhalb und außerhalb der Bundeswehr sicher.
Die fachlich zuständigen Referate der Abteilung Personal im Bundesministerium der Verteidigung sind für die gesetzlich geregelten Reservistenangelegenheiten, das Personalmanagement der Reservisten, die Personalgewinnung sowie den Wehrersatz zuständig. Ihre fachlich nachgeordneten Bereiche im Bundesamt für das Personalmanagement der Bundeswehr (BAPersBw) verantworten die Personalführung und -entwicklung der Reservisten sowie die finanziellen Leistungen an Reservistendienst Leistende. Darüber hinaus liegt dort auch die Fachverantwortung für den Wehrersatz in den Karrierecentern der Bundeswehr, zu deren Aufgaben neben der Dienstleistungs- bzw. Wehrüberwachung insbesondere auch die administrative Abwicklung von Heranziehungen sowie Beorderungen Reservisten gehört.

## Beorderungsunabhängige Reservistenarbeit
Die beorderungsunabhängige Reservistenarbeit (bu ResArb) richtet sich an alle Reservisten der Bundeswehr sowie an Ungediente, die bereit sind, sich aufgrund einer freiwilligen schriftlichen Verpflichtung für die Bundeswehr einzusetzen. Vorrangige Zielgruppe sind die wehrrechtlich verfügbaren Angehörigen der Allgemeinen Reserve. Innerhalb der Bundeswehr erfolgt die Durchführung der beorderungsunabhängige Reservistenarbeit federführend durch die Streitkräftebasis. Diese wird durch die in der Reservistenarbeit tätigen Verbände und Vereinigungen ergänzt und unterstützt. Ziel der beorderungsunabhängigen Reservistenarbeit ist es, Reservisten sowie interessierte Ungediente zu informieren, fortzubilden und sie zur Wahrnehmung einer Mittlerfunktion zwischen Bundeswehr und Gesellschaft zu motivieren und zu befähigen.
Für die beorderungsunabhängige Reservistenarbeit, die sich gleichermaßen an beorderte und nicht beorderte Reservisten richtet, sind im Rahmen der fachlichen Zuständigkeit des Kompetenzzentrum für Reservistenangelegenheiten der Bundeswehr die organisatorisch bei den Landeskommandos verorteten Stabsoffiziere für Reservistenangelegenheiten und Feldwebel für Reservisten zuständig.

## Grundbeorderung

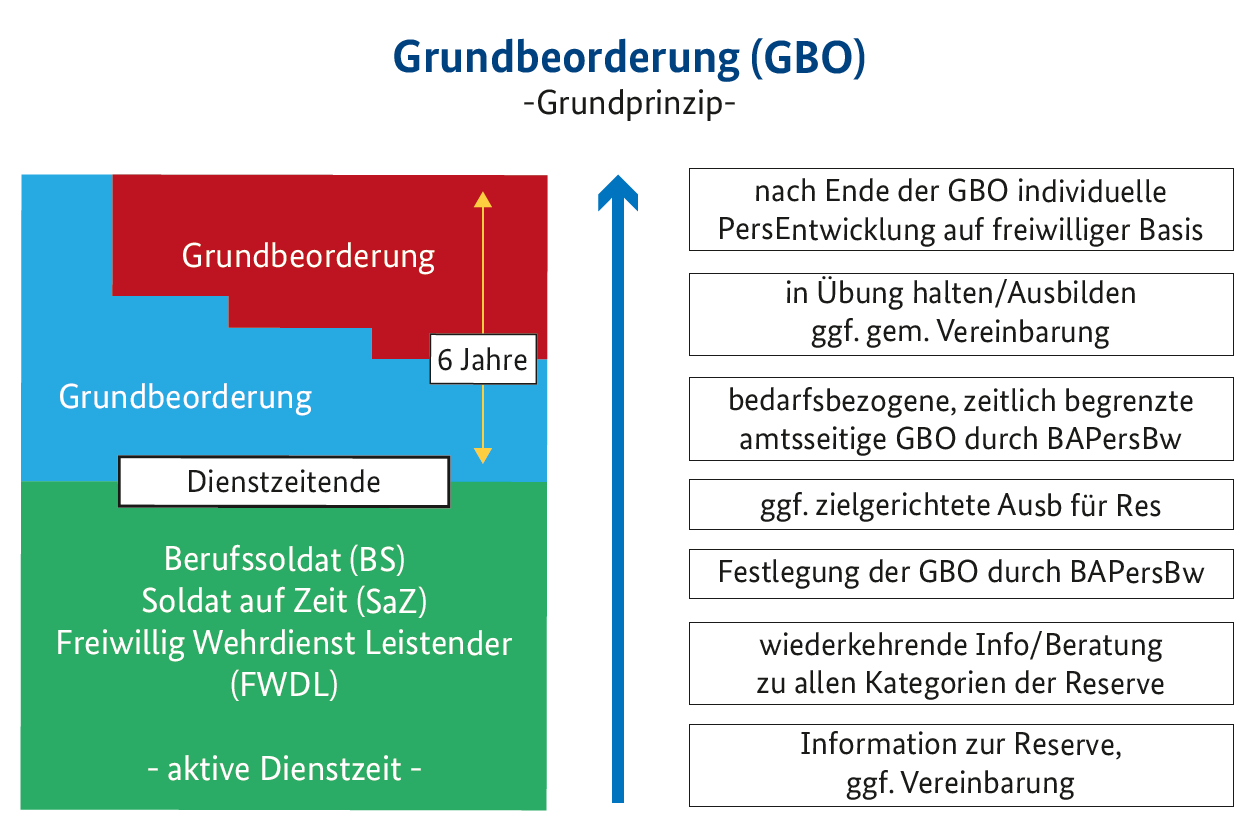
Grundbeorderung (GBO) – Grundprinzip

Um eine vollständige Bedarfsdeckung der Truppenreserve und der Territorialreserve sicherzustellen, wird eine Grundbeorderung eingeführt. Sie ist die grundsätzliche Einplanung (Beorderung im Ergänzungsumfang der Bundeswehr) aller wehrdienstfähig aus dem aktiven Dienst ausscheidenden Soldaten der Bundeswehr in die Reserve für einen Zeitraum von sechs Jahren. Mit der GBO wird das Ziel verfolgt, die personelle Grundlage für den zügigen Aufwuchs in einem möglichen Bereitschafts-, Spannungs- oder Verteidigungsfall zu schaffen. Bei Heranziehungen außerhalb eines Bereitschafts-, Spannungs- oder Verteidigungsfalls wird am Grundsatz der Freiwilligkeit der Dienstleistung festgehalten.

## Ausbildung

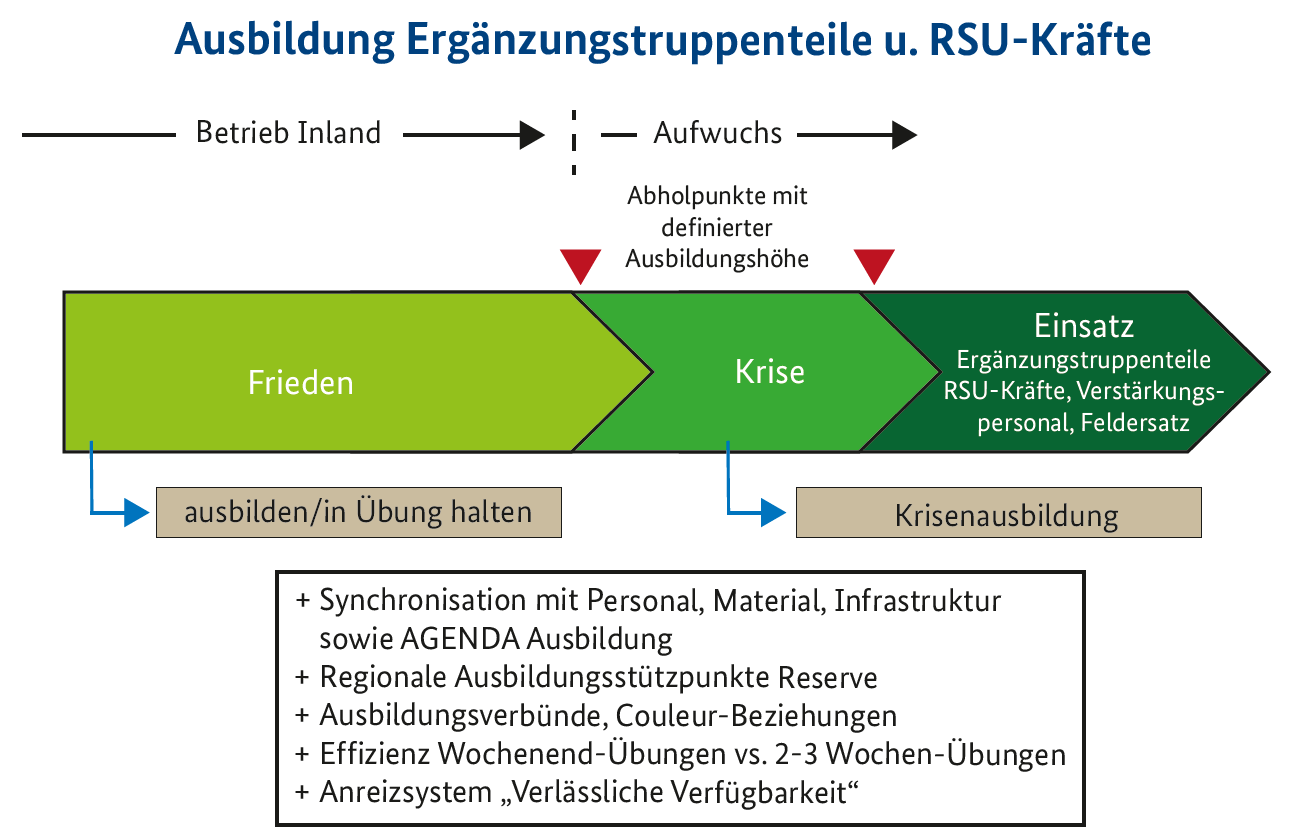
Ausbildung Ergänzungstruppenteile u. RSU-Kräfte

Die Ausbildung unterteilt sich grundsätzlich in Ausbildung/Inübunghalten im Frieden und einer Krisenausbildung. Ausbildung und Inübunghalten der Reserve sind Voraussetzung für deren Auftragserfüllung
im In- und Ausland.

### Ausbildung im Heer
Ziel der Ausbildung ist, die Heeres-Reservisten zur eigenständigen Erfüllung der Anforderungen des jeweiligen Beorderungsdienstpostens zu befähigen. In der Folge entspricht die Ausbildung der Reservisten weitestgehend der Ausbildung der aktiven Soldaten. Die besonderen Belange der Reservisten und ihrer Arbeitgeber (Verfügbarkeit, Durchführungsort, Struktur und Methodik) werden durch modularen Aufbau und Nutzung von Mitteln der modernen Ausbildungstechnologie in der Durchführung – wo immer möglich – mit einbezogen. Darüber hinaus werden vermehrt vorhandene zivilberufliche Qualifikationen als gleichwertiger Ersatz für entsprechend vergleichbare militärische Fachausbildung genutzt.
Die Ausbildung zum Reserveoffizier führt im ersten Schritt, analog zu den aktiven Soldaten, zur Qualifikation als Reserveoffizier des Heeres. Die dazu erforderlichen Lehrgänge, wie die Laufbahnprüfung, werden an der Offizierschule des Heeres durchgeführt. Gleiches gilt sinngemäß für die Ausbildung zum Reservefeldwebel an der Unteroffizierschule des Heeres. Im zweiten Schritt erfolgt die truppengattungsspezifische Ausbildung an den jeweiligen Ausbildungseinrichtungen des Heeres. Ziel ist, die erforderliche Ausbildung mit Masse während der aktiven Dienstzeit (SaZ 02, FWD) der Anwärter durchzuführen. Dem gegenüber erfolgt die Ausbildung von Reserveoffizieranwärtern auf diese Weise in entsprechenden Lehrgangsmodulen.
Gemeinschaftsausbildung findet vorrangig in den Ergänzungstruppenteilen statt. Ziel der Ausbildung und Inübunghaltung der 17 Ergänzungstruppenteile des Heeres – davon fünf in Standorten mit der Bezeichnung ZMZ-Stützpunkt – ist, die Einsatzbereitschaft zur Durchführung von wahrscheinlichen Einsatzaufträgen im Inland herzustellen und zu halten. Die dazu erforderliche Ausbildungs- und Übungstätigkeit liegt in der Verantwortung der jeweiligen Brigade. Absicht ist, in Truppenwehrübungen als Volltruppenübungen (Dauer: 12 bis 14 Tage) zunächst die Einheitenebene und abschließend den Verband auszubilden. Das Führungs-, Fach- und Funktionspersonal des Verbandes wird ergänzend in Truppenwehrübungen als Stabsrahmenübungen (Dauer: sieben Tage) qualifiziert. Die Durchführung der Truppenwehrübungen ist mit Schwerpunkt unter Nutzung von Zentralen Ausbildungseinrichtungen des Heeres vorgesehen.
Der Ausbildungsansatz wurde zunächst in den Jahren 2010 bis 2012 erprobt.

## Reservistendienst
Reservistendienst ist der Wehrdienst nach dem vierten und fünften Abschnitt des Soldatengesetzes (SG).
Allgemeiner Reservistendienst ist der Dienst von Reservisten nach § 61 Abs. 1 und 2 SG (Übungen), nach § 63b SG (Wehrdienst zur temporären Verbesserung der personellen Einsatzbereitschaft) sowie dienstliche Veranstaltungen (DVag) nach § 81 SG.
Wehrdienst zur temporären Verbesserung der personellen Einsatzbereitschaft dient dem Erhalt oder der Herstellung der Funktionsfähigkeit von Organisationseinheiten bei anders nicht abwendbaren Vakanzen oder der Abfederung anders nicht rechtzeitig zu bewältigender Auftragsspitzen.
Dienstliche Veranstaltungen sind dienstliche Vorhaben im Geschäftsbereich des Bundesministeriums der Verteidigung insbesondere zur militärischen Ausbildung, zu denen grundsätzlich Reservisten mit ihrem
Einverständnis zugezogen werden können.
Besonderer Reservistendienst sind alle Dienstleistungen, die über den Allgemeinen Reservistendienst hinausgehen und im Vierten Abschnitt des Soldatengesetzes oder im Wehrpflichtgesetz (WPflG) definiert sind. Dazu zählen besondere Auslandsverwendungen (§ 62 SG), Hilfeleistungen im Innern (§ 63 SG) und im Ausland (§ 63a SG) sowie unbefristeter Wehrdienst im Spannungs- oder Verteidigungsfall (§ 60 Nr. 5 SG; auch § 4 Abs. 1 Nr. 7 WPflG).
Eine Heranziehung zu einer besonderen Auslandsverwendung erfolgt auf freiwilliger Basis, wenn kein oder nicht genügend aktives Personal zur Erfüllung der Einsatzaufgaben zur Verfügung steht. Eine Heranziehung zu einer wiederholten besonderen Auslandsverwendung soll grundsätzlich erst nach einem angemessen Zeitraum erfolgen.
Hilfeleistungen im Innern sind Verwendungen der Streitkräfte im Rahmen der Amtshilfe (Art. 35 Abs. 1 GG), einer Naturkatastrophe oder einem besonders schweren Unglücksfall (Art. 35 Abs. 2 S. 2 u. Abs. 3 S. 1 GG). Sie ist grundsätzlich jeweils für höchstens drei Monate jährlich zulässig.
Hilfeleistungen im Ausland sind Verwendungen der Streitkräfte im Rahmen von humanitären Hilfsaktionen. Sie werden unter Abstützung auf vorhandene Kräfte, Mittel und Einrichtungen gewährt. Sie ist ebenfalls grundsätzlich jeweils für höchstens drei Monate jährlich zulässig.
Die Bundesregierung kann unbefristete Übungen als Bereitschaftsdienst anordnen (§ 61 Abs. 3 SG). Im Spannungs- oder Verteidigungsfall können Reservisten zum unbefristeten Wehrdienst einberufen werden.

## Rechte und Pflichten der Reservisten
Reservisten sind während eines Reservistendienstes Soldaten der Bundeswehr mit allen damit verbundenen Rechten und Pflichten.
Durch die Ableistung des Wehrdienstes darf bei abhängig Beschäftigten kein Nachteil in der Berufsausübung entstehen. Während einer Dienstleistung oder Wehrübung ruht das Arbeitsverhältnis. Selbstständige sind unter Umständen unabkömmlich. Das Arbeitsplatzschutzgesetz enthält weitere Schutzbestimmungen.
Der Reservistendienst Leistende (RDL) erhält Leistungen nach Kapitel 2 des Unterhaltssicherungsgesetzes (USG) – in der Regel das durch die Wehrübung ausfallende Nettoeinkommen (bis zu einer bestimmten Höchstgrenze), bei geringem oder nicht vorhandenem regelmäßigen Einkommen jedoch mindestens Leistungen gemäß Anlage 1 USG („Mindestleistungstabelle“).

Zusätzlich erhält er eine Tagesprämie und ggf. weitere Prämien sowie kostenlose Unterkunft, Dienstbekleidung, Ausrüstung und Heilfürsorge.

## Uniform

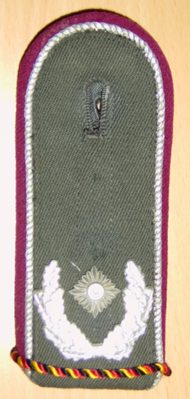
Schulterklappe eines Majors d. R. mit ehemaliger „Reservistenkordel“

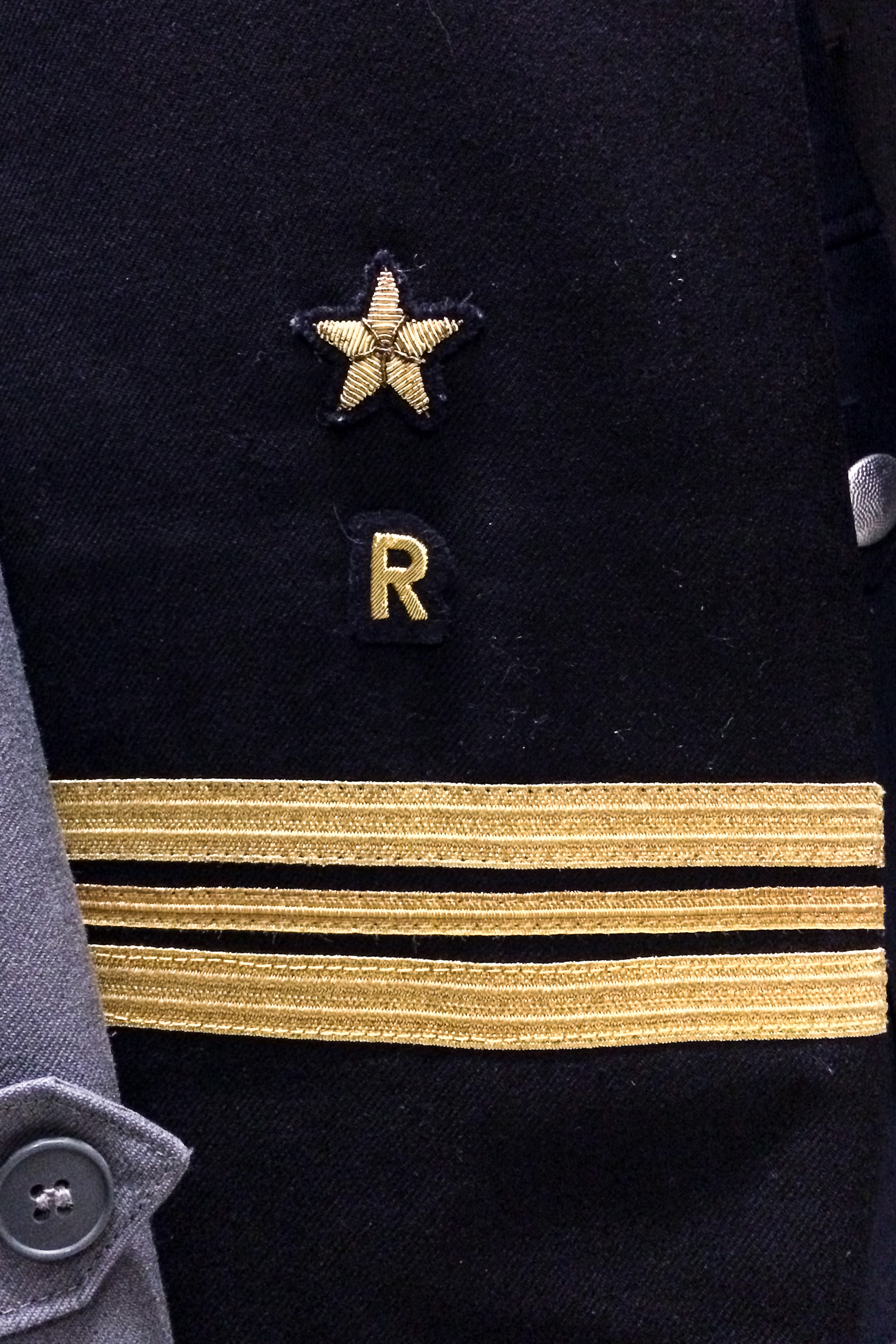
Ehemalige Reservistenkennzeichnung der Marine auf der Dienstjacke eines Kapitänleutnants der Reserve

Während eines Wehrdienstverhältnisses tragen Reservisten die Uniform der Bundeswehr ohne besondere Kennzeichnung. Außerhalb eines Wehrdienstverhältnisses kann Reservisten eine Uniformtrageerlaubnis nach der Uniformverordnung erteilt werden. Durch die Änderung dieser Verordnung vom 4. August 2019 wurde die besondere Kennzeichnung der Uniform von Reservisten außerhalb eines Wehrdienstverhältnisses abgeschafft. Sie hatte die Form einer schwarz-rot-goldenen Kordel als Überziehschlaufe auf den Schulterklappen zwischen Ärmeleinsatz und Dienstgradabzeichen oder eines goldfarbenen Buchstaben „R“ in Verbindung mit dem Dienstgradabzeichen (Marine). Die Änderung hatte großen symbolischen Charakter, da viele Reservisten sich mit der Kennzeichnung als Soldaten zweiter Klasse empfanden.

## Dienstgrad
Frühere Soldaten dürfen ihren in der Bundeswehr erworbenen Dienstgrad mit dem Zusatz „der Reserve“ oder „d. R.“ weiterführen, wenn ihnen ihr Dienstgrad nicht nur vorläufig oder zeitweilig verliehen worden ist und sie nicht als früherer Berufssoldat berechtigt sind, ihren Dienstgrad mit dem Zusatz „außer Dienst“ oder „a. D.“ zu führen. Werden Reservisten in ein Wehrdienstverhältnis berufen, führen sie ihren Dienstgrad während des Wehrdienstverhältnisses ohne diese Zusätze (§ 2 ResG).

## Laufbahnen
Jeder Laufbahn in der Bundeswehr ist eine Laufbahn der Reserve zugeordnet. Diese sind im Einzelnen (Anlage (zu § 3) Soldatenlaufbahnverordnung – SLV):
- Laufbahngruppe der Mannschaften:
  - Laufbahn der Mannschaften der Reserve des Truppendienstes
  - Laufbahn der Mannschaften der Reserve des Sanitätsdienstes
  - Laufbahn der Mannschaften der Reserve des Militärmusikdienstes
- Laufbahngruppe der Unteroffiziere
  - Laufbahnen der Fachunteroffiziere
    - Laufbahn der Fachunteroffiziere der Reserve des allgemeinen Fachdienstes
    - Laufbahn der Fachunteroffiziere der Reserve des Sanitätsdienstes
    - Laufbahn der Fachunteroffiziere der Reserve des Militärmusikdienstes

  - Laufbahnen der Feldwebel
    - Laufbahn der Feldwebel der Reserve des Truppendienstes
    - Laufbahn der Feldwebel der Reserve des Sanitätsdienstes
    - Laufbahn der Feldwebel der Reserve des Militärmusikdienstes
    - Laufbahn der Feldwebel der Reserve des Geoinformationsdienstes der Bundeswehr
    - Laufbahn der Feldwebel der Reserve des allgemeinen Fachdienstes
- Laufbahngruppe der Offiziere
  - Laufbahn der Offiziere der Reserve des Truppendienstes,
  - Laufbahn der Offiziere der Reserve des Sanitätsdienstes,
  - Laufbahn der Offiziere der Reserve des Militärmusikdienstes,
  - Laufbahn der Offiziere der Reserve des Geoinformationsdienstes der Bundeswehr,
  - Laufbahn der Offiziere der Reserve des militärfachlichen Dienstes.

Soldaten wechseln mit der Beendigung ihres Wehrdienstverhältnisses in die ihrer Laufbahn entsprechende Reservelaufbahn, sofern sie keiner Reservelaufbahn angehören. Bei erneuter Begründung eines Wehrdienstverhältnisses nach Maßgabe des Wehrpflichtgesetzes oder nach dem Vierten oder Fünften Abschnitt des Soldatengesetzes bleibt diese Laufbahnzuordnung erhalten, sofern die Verwendung keine andere Laufbahnzuordnung erfordert (§ 6 Abs. 6 SLV).

## Verbände
Ehemalige Soldaten können auch ohne Beorderung auf Wunsch militärisch aktiv bleiben in der sog. beorderungsunabhängigen freiwilligen Reservistenarbeit. Dazu werden sie durch ihr örtliches Landeskommando und den dortigen Stabsoffizier für Reservistenangelegenheiten (StOffzResAngel) und dessen Feldwebel für Reservistenangelegenheiten (FwRes) in Zusammenarbeit mit dem staatlich dazu beauftragten Reservistenverband e. V. (VdRBw e. V.) betreut. Der VdRBw hat bundesweit ca. 110.000 Mitglieder, die in ca. 3.000 örtlichen Reservistenkameradschaften und -arbeitsgemeinschaften organisiert sind. Die Arbeit des Verbandes beinhaltet sicherheitspolitische Arbeit sowie die Förderung militärischer Fähigkeiten und Betreuung. Unterstützungsleistungen für die Bundeswehr werden ebenso durch den Verband angeboten.
Die Fortbildung der Reservisten erfolgt im Rahmen von
- dienstlichen Veranstaltungen (DVag) oder Kurzwehrübungen des Landeskommandos (StOffzResAngel/FwRes) bei hoheitlichen Maßnahmen (z. B. Handhabung von vollautomatischen Schusswaffen) oder
- Verbandsveranstaltungen (VVag) des Reservistenverbandes (nichthoheitliche, nichtdienstliche, z. B. sicherheitspolitische Veranstaltungen), die mit Uniformtrageerlaubnis oder in Zivil durchgeführt werden.

Der Bund Deutscher EinsatzVeteranen e. V. nimmt sich der Anliegen von Veteranen an.
Der Bayerische Soldatenbund Bayerische Soldatenbund 1874 e. V. (BSB) vertritt bayerische Soldaten- und Kriegervereine sowie Reservistenkameradschaften.
Mit Ausscheiden aus dem aktiven Dienst endet die Zuständigkeit der Militärseelsorge für den Soldaten. Sie lebt für die Dauer einer Wehrübung wieder auf.

## Geschichte
Die Bundeswehr unterschied von Anfang an bei der Reserve mehrere Arten.
In den Anfangsjahren der Bundeswehr gab es die Stufen
- Reserve I: Reservisten, die auf einem V-STAN-Dienstposten eingeplant sind und im Spannungs- oder Verteidigungsfall zum zeitlich unbegrenzten Wehrdienst einberufen werden (sogenannte „mob-eingeplante Reservisten“)
- Reserve II: alle ausgebildeten, aber nicht mob-eingeplanten Reservisten,
- Ersatzreserve I: alle tauglich gemusterten Wehrpflichtigen,
- Ersatzreserve II: alle noch nicht gemusterten Wehrpflichtigen.

Diese Einteilung wurde später ersetzt durch
- Alarmreserve: alle mob-eingeplanten Reservisten,

(Reservisten der Alarmreserve waren im Besitz eines so gekennzeichneten Einberufungsbescheides und mussten sich nach Verkündung des Verteidigungsfalles unverzüglich bei ihrem Truppenteil melden.)
- Führerreserve: Ersatz für ausgefallenes Führungspersonal ab Bataillonskommandeur aufwärts,
- Personalreserve: alle ausgebildeten, aber nicht mob-eingeplanten Reservisten,

(Sofern diese Reservisten im Besitz eines Einberufungsbescheides mit einem Stichwort waren, mussten sie sich erst dann bei ihrem Truppenteil melden, wenn die Bundesregierung durch Aufruf in den Massenmedien das Stichwort bekanntgab.)
- Ersatzreserve: alle nicht ausgebildeten Wehrpflichtigen.

und nach beginnender Auflösung der nichtaktiven Truppenteile zu Beginn der 1990er Jahre ergänzt durch
- Beorderungsreserve: Personal, dessen bisherige Beorderung (= Einplanung auf einem Dienstposten für Reservisten) weggefallen war und das zu einer neuen Einplanung bereit war.

Die Bundeswehr hätte im Kalten Krieg auf 2,3 Millionen Reservisten zurückgreifen können. Am 3. Oktober 1990 hatte sie einen Verteidigungsumfang von 1,3 Millionen Soldaten, von denen etwa 800.000 mob-beorderte Reservisten waren.
Mit einer neuen „Konzeption für die Reservistinnen und Reservisten der Bundeswehr 2003 (KResBw 2003)“ wurde die Reserve 2003 völlig neugegliedert in Verstärkungsreserve, Personalreserve und Allgemeine Reserve.
 Diese Strukturierung wurde 2012 mit der „Konzeption der Reserve (KdR)“ grundsätzlich übernommen und weiterentwickelt.